# Ubli (gmina Nikšić)
Ubli (cyr. Убли) – wieś w Czarnogórze, w gminie Nikšić. W 2011 roku liczyła 19 mieszkańców.